# Михалик, Ян
Ян Михалик (14 апреля 1948, Катовице — 26 января 2022, Сендзишув-Малопольски, Подкарпатское воеводство) — польский борец классического стиля, двукратный чемпион Европы, призёр чемпионатов мира, участник летних Олимпийских игр 1968 года в Мехико и 1972 года Мюнхене.

## Участие в Олимпиадах
На Олимпиаде в Мехико Михалик последовательно проиграл по очкам две схватки с представителем Румынии Георге Стоичиу финном Юсси Вестериненом и, набрав 6 штрафных очков, завершил соревнования.
На следующей Олимпиаде Михалик в первой схватке победил по очкам финского борца Пертти Уккола. Во втором круге поляк был свободен от поединков. В схватке третьего круга Михалик по очкам уступил проиграл болгарину Петру Кирову, а в следующем поединке — также по очкам победил спортсмена из Чехословакии Мирослава Земана. Затем Михалик потерпел поражение по очкам от борца из Италии Джузеппе Боньянни и выбыл из дальнейшей борьбы.
Умер Михалик 26 января 2022 года.